# Йонково (Польща)
Йонково (пол. Jonkowo, нім. Jonkendorf) — село в Польщі, у гміні Йонково Ольштинського повіту Вармінсько-Мазурського воєводства.
Населення — 1894 особи (2011).

## Демографія
Демографічна структура станом на 31 березня 2011 року:
|          | Загалом | Допрацездатний вік | Працездатний вік | Постпрацездатний вік |
| -------- | ------- | ------------------ | ---------------- | -------------------- |
| Чоловіки | 942     | 231                | 641              | 70                   |
| Жінки    | 952     | 206                | 591              | 155                  |
| Разом    | 1894    | 437                | 1232             | 225                  |